# Pedro Pons
Pedro Pons (Valencia, 1969) è un arrampicatore spagnolo.
Ha praticato le competizioni di difficoltà e di boulder, l'arrampicata in falesia e il bouldering.

## Biografia
Ha cominciato ad arrampicare nel 1985 a sedici anni. Ha partecipato per cinque anni alla Coppa del mondo lead di arrampicata, dal 1993 al 1997. Ha poi preso parte alle prime tre edizioni della nuova nata Coppa del mondo boulder di arrampicata ottenendo ben presto ottimi risultati, culminati nella vittoria della Coppa nel 2000. A livello nazionale ha vinto il Campionato spagnolo boulder di arrampicata per due anni consecutivi, nel 2000 e 2001.

## Palmarès

### Coppa del mondo
|         | 1993 | 1994 | 1995 | 1996 | 1997 | 1998 | 1999 | 2000 | 2001 |
| ------- | ---- | ---- | ---- | ---- | ---- | ---- | ---- | ---- | ---- |
| Lead    | 54   | 11   | 23   | 17   | 60   |      |      |      |      |
| Boulder |      |      |      |      |      |      | 18   | 1    | 24   |

## Statistiche

### Podi in Coppa del mondo boulder
| Stagione | 1º | 2º | 3º | Podi totali |
| -------- | -- | -- | -- | ----------- |
| 1999     |    |    | 1  | 1           |
| 2000     | 3  | 1  |    | 4           |
| Totale   | 3  | 1  | 1  | 5           |

## Falesia

### Lavorato
- 9a/5.14d:
  - El Gran Bellanco - Montanejos (ESP) - 30 agosto 2003 - Prima salita[2]

- 8c+/5.14c:
  - La Negra - Bovedón (ESP) - 3 marzo 2001 - Prima salita[3]
  - Mestizaje - Bovedón (ESP) - febbraio 2001 - Prima salita
  - Za staro kolo... - Mišja Peč (SLO) - 1998 - Seconda salita della via di Tadej Slabe del 1992[4]